# 谋粘路
谋粘路，元朝时设置的路。
泰定三年（1326年）以孟定路东南地置，治所在今耿马傣族佤族自治县境内，属大理金齿宣慰司。辖境相当今云南省临沧、耿马等市县。明朝洪武十五年（1382年）三月废。